# Trigger the Bloodshed
I Trigger the Bloodshed sono un gruppo musicale britannico di genere death metal originario di Bath, formatosi nel 2006. La band comprende i chitarristi e fondatori Rob Purnell e Martyn Evans, così come il cantante Jonny Burgan, il bassista Dave Purnell e il batterista Dan Wilding. I Trigger the Bloodshed hanno finora pubblicato tre album in studio e sono in tour in Europa con altre band fra le quali Suffocation, Cannibal Corpse e Meshuggah.
La band è stata acclamata dalla stampa, tra cui le riviste Kerrang!, Terrorizer e Metal Hammer, per la loro forma estrema e tecnica della musica death metal.

## Storia
I Trigger the Bloodshed sono stati fondati a Bath, Regno Unito, nel settembre 2006 dai chitarristi Rob Purnell e Martyn Evans. Nel 2007, alla band si è aggiunta il cantante Charlie Holmes, il bassista Jamie O'Rourke e il batterista Max Blunos, e il gruppo ha firmato con la Rising Records. L'album di debutto, Purgation, è stato pubblicato nei primi mesi del 2008 e la band guadagnò elogi dalla stampa inglese, in particolare dalle riviste Kerrang!, Terrorizer e Metal Hammer.  Nel mese di giugno, i Trigger the Bloodshed hanno suonato al Download Festival. Holmes e O'Rourke lasciarono la band e vennero sostituiti da Jonny Burgan nel ruolo di cantante e il bassista Dave Purnell, fratello minore di Rob Purnell.
I Trigger the Bloodshed firmarono un contratto con la Metal Blade Records nel luglio 2008 e Purgation venne pubblicato negli Stati Uniti, Canada, Australia e Giappone. La band supportò Suffocation, Meshuggah e Cryptopsy in tour da metà a fine del 2008, e parteciparono al Download Festival. Successivamente, iniziarono a lavorare sul loro secondo album, The Great Depression. Dopo l'uscita del disco nel mese di aprile 2009, la band supportò i Cannibal Corpse e i Dying Fetus in un tour.  Nel luglio 2009, Blunos lasciò la band.
I Trigger the Bloodshed sono stati contattati da batterista Daniel Wilding, che si unì alla band più tardi. Il terzo album della band, intitolato Degenerate, è stato registrato all'inizio del 2010. Dopo l'uscita nel maggio dello stesso anno, il gruppo ha intrapreso un tour europeo intitolato European Degenerate ed è apparso al Download Festival 2010. Nel mese di novembre la band ha supportato i Job for a Cowboy in un tour in Europa.

## Formazione

### Formazione attuale
- Martyn Evans – chitarra ritmica (dal 2006)
- Rob Purnell – chitarra, seconda voce (dal 2006)
- Jonny Burgan – voce (dal 2008)
- Dave Purnell – basso (dal 2008)
- Dan Wilding – batteria (dal 2009)

### Ex componenti
- Charlie Holmes – chitarra (2007–2008)
- Jamie O'Rourke – basso (2007–2008)
- Max Blunos – batteria (2007–2009)

## Discografia

### Album studio
- 2008 - Purgation
- 2009 - The Great Depression
- 2010 - Degenerate

### Singoli
- 2008 - Laceration